# Otto Marburg
Otto Marburg (25. května 1874 Rýmařov – 13. června 1948 New York City) byl lékař narozený v moravském Rýmařově, známý svými příspěvky v problematice roztroušené sklerózy a v neuroonkologii. Působil jako neurolog ve Vídni a v New Yorku.

## Kariéra
V letech 1919 až 1938 byl vedoucím Neurologického institutu Vídeňské univerzity. Po anšlusu v roce 1938 odjel do Spojených států jako emigrant a nastoupil na Columbia University jako klinický profesor neurologie. Byl osobním přítelem Sigmunda Freuda. Byl autorem četných textů o nervové soustavě a popsal zvláštní hraniční formu roztroušené sklerózy, která po něm byla pojmenována – Marburgova roztroušená skleróza.
Zemřel na rakovinu ve věku 74 let.
Otto Marburg nemá nic společného s virem Marburg, který byl objeven v německém městě Marburg.